# Paruline des ruisseaux
Parkesia noveboracensis
Espèce
Statut de conservation UICN

 LC  : Préoccupation mineure
La Paruline des ruisseaux (Parkesia noveboracensis, synonyme : Seiurus noveboracensis) est une espèce de passereaux appartenant à la famille des Parulidae. D'après Alan P. Peterson, c'est une espèce monotypique.

## Systématique
Cette espèce a longtemps été placée dans le genre Seiurus. En 2006, Lovette et Hochachka ont montré qu'elle n'était pas une parente proche de l'espèce-type S. aurocapilla (Paruline couronnée). Sangster (2008) propose donc de la déplacer dans le nouveau genre Parkesia.

## Répartition

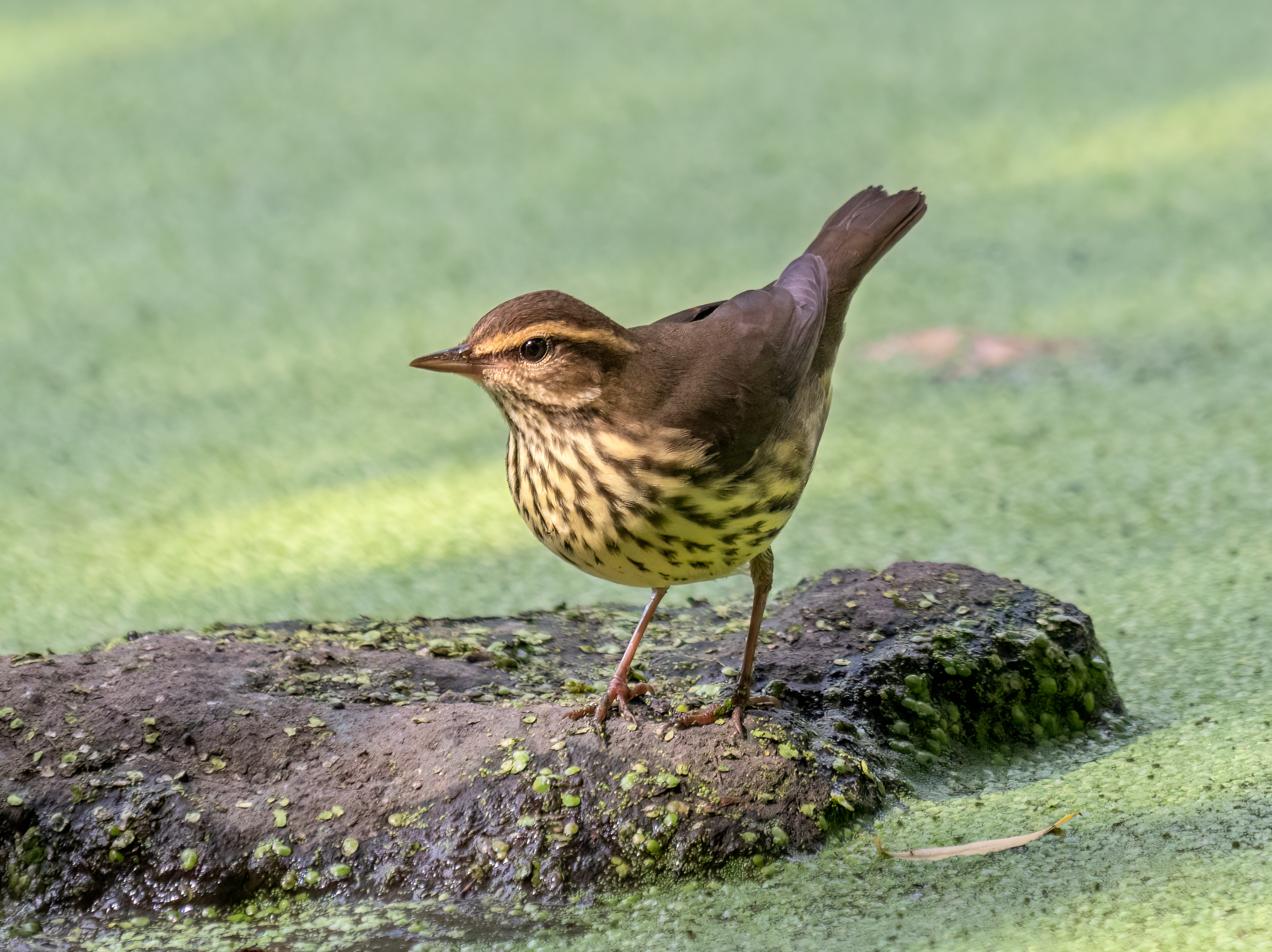
Une paruline des ruisseaux à Central Park. Aout 2022.

zone de nidification
zone d'hivernage